# Hovsta
Hovsta er en by beliggende ca. 9 km nord for Örebro centrum, i landskabet Närke i Örebro kommun i Örebro län i Sverige. I 2010 havde området 2.785 indbyggere.